# Angelic Upstarts
Az Angelic Upstarts brit punkegyüttes. Tagjai: Thomas Menforth (Mensi), Gaz Stoker, Neil Newton és Jonnie Halling. 

## Története
1977-ben alakultak meg South Shields-ben. Fennállásuk alatt 12 nagylemezt dobtak piacra. Zenéjüket általában a skinhead szubkultúrával azonosítják.

## Diszkográfia
- Teenage Warning (1979)
- We Gotta Get Out of this Place (1980)
- 2,000,000 Voices (1981)
- Still from the Heart (1982)
- Reason Why? (1983)
- Last Tango in Moscow (1984)
- Power of the Press (1986)
- Blood on the Terraces (1987)
- Bombed Out (1992)
- Sons of Spartacus (2002)
- The Dirty Dozen (2011)
- Bullingdon Bastards (2015)